# 达勒姆 (缅因州)
達勒姆（英語：Durham）是一個位於美國緬因州安德羅斯科金縣的市鎮。

## 人口
根據2020年美國人口普查的數據，達勒姆的面積為101.11平方千米，當中陸地面積為99.14平方千米，而水域面積為1.97平方千米。當地共有人口4173人，而人口密度為每平方千米41人。